# Rico Medeiros
Nilzo Medeiros, mais conhecido como Rico Medeiros foi um cantor e compositor de sambas-enredo, além de político brasileiro.
É lembrado como um dos grandes intérpretes da história do Carnaval do Rio de Janeiro, tendo cantado em escolas como Salgueiro, Imperatriz, Lins Imperial e Unidos do Viradouro.

## Biografia
Rico Medeiros foi intérprete de sambas-enredo no Acadêmicos do Salgueiro durante a década de 1970, assumindo o posto de cantor principal em 1978, quando cantou o samba "Do Yorubá à luz, à Aurora dos Deuses".
Ainda nos anos 70, gravou álbuns de partido-alto, tendo sido autor de “Blusa amarela”, composição em parceria com Moacir. Esta canção foi gravada pelo grupo Os Originais do Samba. Algumas de suas composições também foram gravadas por Neguinho da Beija-Flor.
Ainda na década de 1980, radicou-se na cidade de São Gonçalo, onde foi candidato a vereador, sendo o sexto mais votado do município. Atuou como parlamentar na cidade por apenas um mandato.
Foi cantor do Salgueiro até 1992, ora como cantor principal, ora como intérprete de apoio, com uma breve passagem pela Imperatriz Leopoldinense em 1987.
Em 1993 foi apoio de Quinzinho na Unidos do Viradouro, tornando-se intérprete principal da escola nos dois anos seguintes. Foi também compositor dos sambas daqueles dois anos, “Tereza de Benguela, uma rainha negra no Pantanal” (1994, em parceria com Gilberto Fabrino, Jorge Baiano e PC Portugal); e “O rei e os três espantos de Debret” (1995, em parceria com Bernardo, Gilberto Fabrino, Gonzaga, João Sergio, José Antonio Olivério, PC Portugal e Wilsinho).
Foi homenageado pelo Salgueiro no ano de 2014, quando cantou na quadra da escola o samba de 1978.
Rico Medeiros faleceu em 24 de abril de 2020, de causa mortis desconhecida, mas com suspeita de Covid-19.

## Desfiles
- 1978 a 1992 – Salgueiro (excluindo os anos de 82, 84, 88, 91 e 92)
- 1981 - Unidos de Nilópolis
- 1981 - Unidos de Cosmos
- 1983 – Boêmios da Madama (Niterói)
- 1985 - Lins Imperial (Grupo A)
- 1987 – Imperatriz (como cantor de apoio de Alexandre D’Mendes)
- 1987 - Vitória Régia (Manaus, na gravação do LP)
- 1993 - Viradouro (apoio de Quinzinho)
- 1994 e 1995 – Viradouro